# Anacleto Angelini
Anacleto Angelini Fabbri (Ferrara, 17 de enero de 1914-Santiago, 28 de agosto de 2007) fue un empresario y magnate italiano, fundador de AntarChile.
En 1990 entró al ranking de los más ricos del mundo de la revista Forbes. En el ranking Forbes de 2006 fue clasificado en el lugar 181.º a nivel mundial y 10.º a nivel latinoamericano; en el año 2007 fue clasificado a nivel mundial en el lugar 119.º, siendo así el mayor millonario de Chile y de Sudamérica. Se caracterizó por cultivar el bajo perfil y la austeridad. Formó su propia fortuna, la que se calcula actualmente en unos 6000 millones de dólares.

## Biografía
Sus padres fueron Giuseppe Angelini y Adalgisa Fabbri. Se casó en 1959 con María Noseda Zambra, con quien no tuvo hijos.
Se le entregó la nacionalidad chilena en 1994 por radicarse y vivir allí durante 49 años.

## Primeros años y juventud
En 1936, cuando rondaba los 22 años, se trasladó a la región de Eritrea en Abisinia (actual Etiopía, ocupada en esos años por Italia), para dedicarse al comercio de sal. Los británicos desalojaron a las fuerzas italianas en 1941 y Angelini fue arrestado y llevado a un campo de prisioneros británico en esa zona.

"Cuando llegaron las tropas de ocupación británicas a Abisinia me tocó conocer en carne propia la realidad de los campos de concentración. Ahí viví muchas aventuras que no quisiera recordar, hasta que en 1945 logré escapar".
Anacleto Angelini, 1985.

Una vez finalizada la Segunda Guerra Mundial, Angelini volvió a su Italia natal, encontrándola sumida en la ruina. Debido a esto, Angelini decidió viajar a América a los 34 años, llegando a Chile, en compañía de su experiencia, del interés por desarrollar actividades empresariales y de un capital inicial de 100.000 dólares para fundar una industria de pinturas junto a otros emigrantes, la actualmente conocida Pinturas Tajamar.

## Carrera empresarial
Luego de su arribo a Chile en 1948, y ya establecida su empresa Pinturas Tajamar, junto a su hermano Gino se asoció al italiano Giuseppe Franchini, a quien había conocido en África, para incursionar en el rubro de la construcción. La empresa se llamó Franchini y Angelini, dedicándose principalmente a la construcción de viviendas y locales comerciales. Poco tiempo después comenzó a diversificar sus negocios, adquiriendo el fundo La Fortuna, en Curicó.
En sus primeros años en Chile trabó amistad con el italiano José Noseda Zambra, casándose con su hija, María Noseda. 
A mediados de los años 1950, tomó el gran desafío de desarrollar en el norte de Chile la industria pesquera para producir harina y aceite de pescado, a partir de los recursos pelágicos. Un proyecto que también lo impulsó con su hermano Gino, quien había llegado unos años antes al país y fundado el "Café de los Artistas", un local en el centro de Santiago que, en esa época, alcanzó prestigio y fama.
Por el año 1955 ingresó al negocio de la industrialización de la pesca, trasladándose a Arica y comprando una muy pequeña empresa pesquera llamada Eperva, propiedad del empresario belga Ricardo de Varenne. Debido al gran éxito que tuvo, decidió vender su participación en la constructora e incrementar su participación en el rubro pesquero.
La zona norte de Chile estaba dominada por la cesantía y pobreza debido al cierre de las salitreras, pero a pesar de eso, Angelini decidió invertir todo su capital para profesionalizar la industria pesquera, adquiriendo una flota de barcos de madera, redes y grúas. Al poco tiempo, ya era el principal exportador de harina de pescado del país y dominaba cerca del 70% del rubro en el norte de Chile.
La harina de pescado, que es una importante fuente de proteína, estaba destinada principalmente a la alimentación de animales, permitiendo la crianza masiva de pollos. En esos tiempos se vivía la "revolución del pollo", que pretendía introducir cambios en la cultura alimentaria. Todo esto llegó de frente durante el gobierno de Eduardo Frei Montalva.
Por 1976 ya controlaba el Astillero Arica, Maestranza Iquique, Aeropesca, Corpesca y Eperva, teniendo participación en Indo y Maderas Prensadas Cholguán, consolidándose como uno de los más importantes grupos económicos del país.
Paralelamente, en los años 1970 incursionó en el negocio de los seguros con la empresa Cruz del Sur, que fundó junto a Benjamín Davis.
El mayor crecimiento del grupo Angelini sucedió en los años 1980. En esto influyeron tres factores; en primer lugar, la caída del importante grupo económico chileno conocido como "los Pirañas", caracterizados por la agresividad en la toma de control de las empresas y al cual pertenecían Manuel Cruzat, Fernando Larraín Peña, Javier Vial y otros. Las empresas de Angelini habían alcanzado un sólido patrimonio, lo que permitió una mayor participación del grupo Angelini en la vida económica nacional. En segundo lugar, la fuerte competencia de pesqueras peruanas y algunos cambios climáticos comenzaron a perjudicar a la industria pesquera, lo que provocó que Angelini diversificara sus negocios, entrando de lleno en el área de combustibles y forestal; incursionó también en el negocio lechero con Soprole y Copalca; los aceites (Anagra); la AFP Summa y el yacimiento Sancarrón. En tercer lugar, leyes dictadas en pleno gobierno de Augusto Pinochet las que beneficiarían el fomento forestal, por medio de bonificaciones por parte del estado de Chile gracias al decreto 701; y compra de tierras expropiadas a comunidades indígenas a través de remates. Además, Angelini no se vio mayormente afectado por la crisis financiera de 1983, al haber evitado el endeudamiento.
En 1986 adquiere el 41% de Copec, empresa que en ese instante era manejada por el grupo Cruzat. Pocos años después Copec se consolidó como la empresa líder en el rubro de combustibles y en la industria forestal del país.

## Últimos años

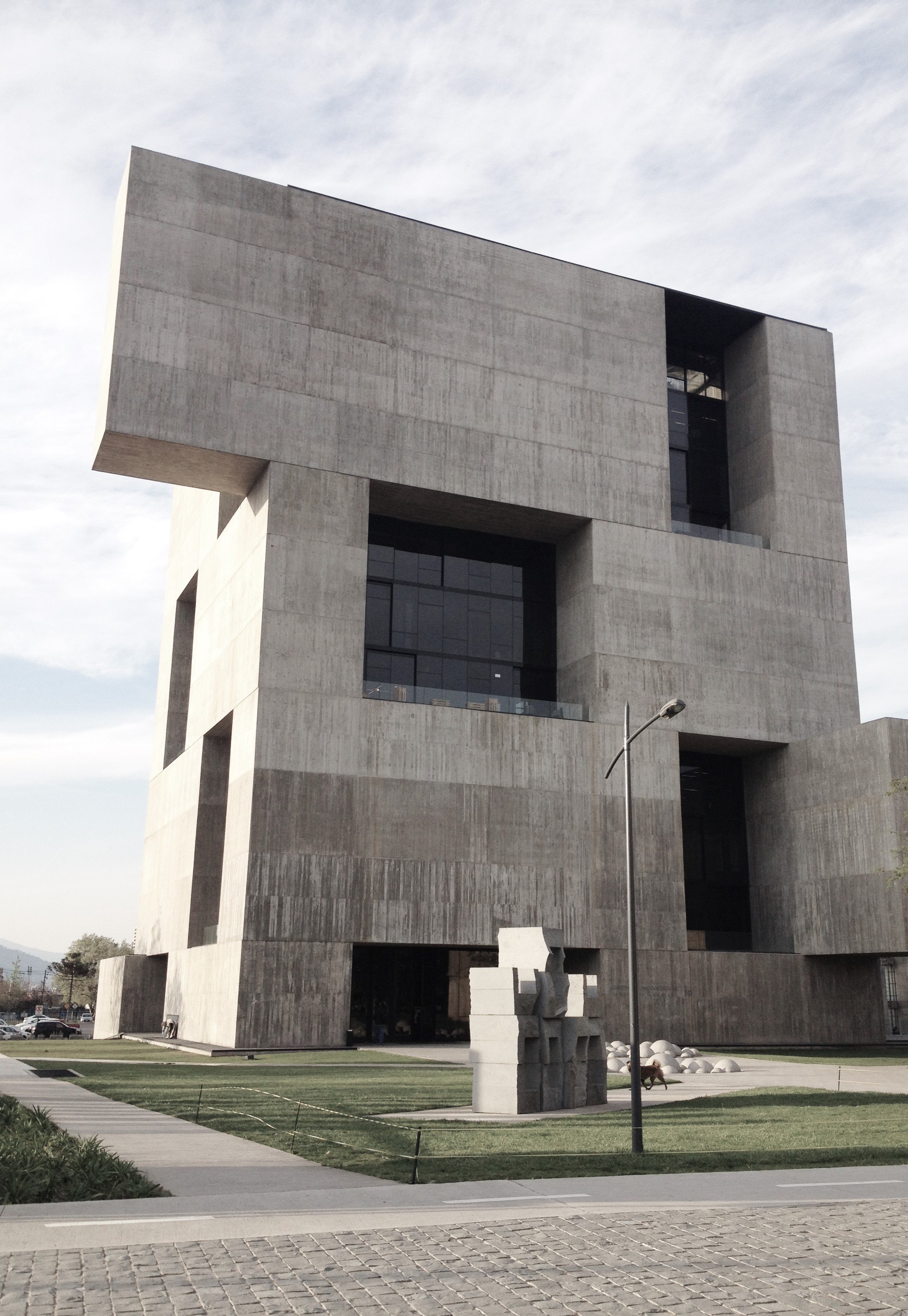
El Centro de Innovación Anacleto Angelini de la Pontificia Universidad Católica de Chile.

Actualmente el grupo Angelini es uno de los mayores productores mundiales de harina de pescado, controlando también el rubro de combustibles y forestal. Su mayor activo, Empresas Copec, es hoy una empresa diversificada con una importante participación en el negocio forestal a través de su filial Arauco, siendo además la mayor empresa chilena medida por capitalización bursátil.
Anacleto Angelini, hasta el momento de su muerte mantuvo su sobriedad y sencillez en su modo de vida, así como su lucidez y claridad en el trabajo. Se caracterizaba por pasear en su Mercedes Benz del año 1985 por el centro de Santiago, por no usar guardaespaldas, y por su bajo perfil y austeridad. Sólo dio una entrevista en su vida, a la revista Gestión en 1985. Entre sus distinciones se encuentran el Premio Icare (1982), Comendador de la Orden de San Gregorio Magno (dado por el papa Juan Pablo II en 1995) y la Orden al Mérito del Trabajo, otorgada por el gobierno de Italia junto con el título de "Caballero del Trabajo" (Cavaliere del Lavoro). Mantuvo a su secretaria Elena Leiva por 50 años.
La sucesión de Angelini es un misterio, ya que al no tener descendientes directos, no hay claridad sobre el destino de su fortuna. En los últimos años se incorporó a las empresas su sobrino Roberto Angelini.
En 1994 el entonces presidente de Chile Eduardo Frei Ruiz-Tagle le otorgó la nacionalidad chilena por gracia, siendo una de las últimas veces que se le vio en eventos públicos. No renunció nunca a su nacionalidad italiana.
Fallece a la edad de 93 años, el 28 de agosto del 2007, en el Hospital Clínico de la Universidad Católica de Chile, donde estuvo internado una semana, tras ingresar por una gripe que se agravó por un enfisema pulmonar.